# Messier 96
Messier 96 (také M96 nebo NGC 3368) je spirální galaxie v souhvězdí Lva. Spolu s galaxií Messier 95 ji objevil Pierre Méchain 20. března 1781. Od Země je vzdálená asi 34,8 milionů světelných let
a je nejjasnějším členem Skupiny galaxií M 96, která leží přímo uprostřed souhvězdí Lva.

## Pozorování

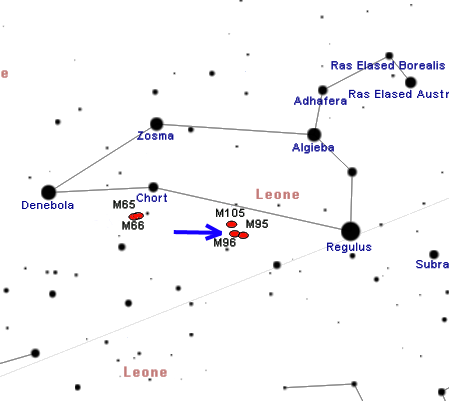
Poloha M 96 v souhvězdí Lva

M96 a její blízké galaxie leží v oblasti oblohy bez výrazných hvězd, takže je potřeba vyjít ze spojnice hvězd Regulus (α Leo) a Chertan (θ Leo) a v polovině této spojnice se posunout přibližně 2° směrem na jih. M96 je nejjasnější ve své skupině galaxií, takže je, i když velmi obtížně, viditelná i triedrem 10x50, ve kterém vypadá jako světlá neurčitá mlhovina bez podrobností Podobně vypadá i v dalekohledu o průměru 60 až 80 mm. V dalekohledech o průměru 150 až 250 mm je možné spatřit jasné oválné jádro protažené od jihovýchodu na severozápad a navíc neurčité halo protažené stejným směrem, z jehož několika zjasnění je možné vytušit spirální strukturu.
Galaxii je možné snadno pozorovat z obou zemských polokoulí, protože má pouze mírnou severní deklinaci. Přesto je na severní polokouli lépe pozorovatelná a během jarních nocí tam vychází vysoko na oblohu, zatímco na jižní polokouli v oblastech více vzdálených od rovníku zůstává poněkud níže nad obzorem. Přesto je tedy viditelná ze všech obydlených oblastí Země. Nejvhodnější období pro její pozorování na večerní obloze je od února do srpna.
40′ západně od M96 leží M95 a asi 50′ severně od M96 leží M105.

## Historie pozorování

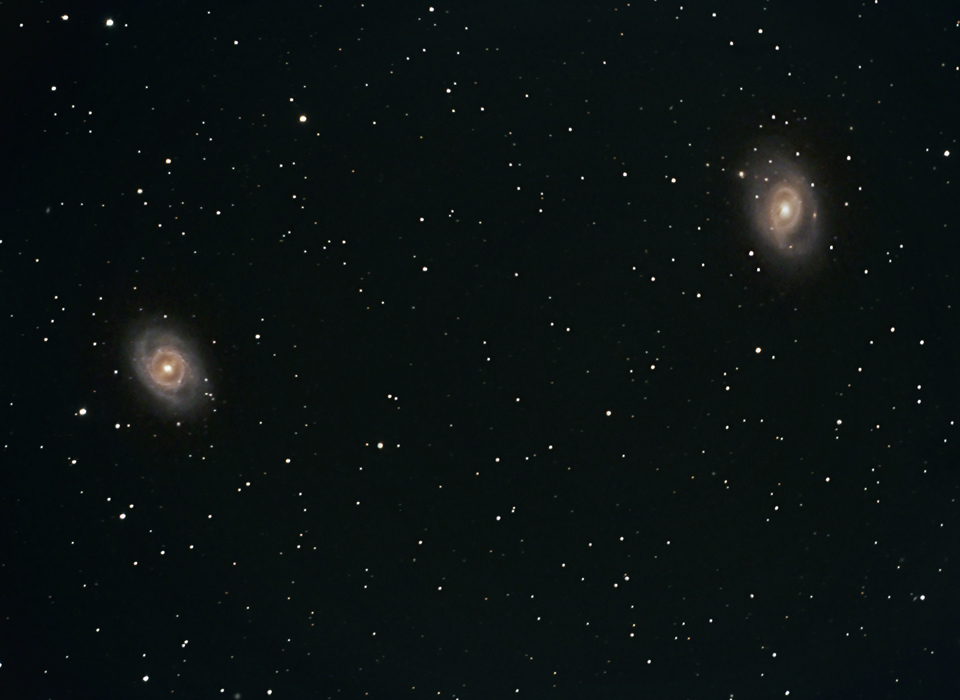
Vlevo M95 (kulatý prstenec kolem jádra) a vpravo M96 (oválný prstenec). Sever je vpravo dole.

M96 objevil spolu se sousední galaxií M95 Pierre Méchain 20. března 1781 a oznámil to svému kolegovi Charlesi Messierovi, který obě o 4 dny později zařadil do svého katalogu. Toho dne pak Méchain objevil i blízkou galaxii M105, ale tu Messier do katalogu nezařadil - dostala se do něj až dodatečně v polovině 20. století. M96 Messier popsal jako velmi slabou a těžko pozorovatelnou skvrnu bez hvězd a nezapsal k ní souřadnice. William Herschel, který měl mnohem větší dalekohled než Messier, ji naopak popsal jako velmi jasné a velmi velké trochu protažené mračno, které je nejjasnější přímo uprostřed v sotva rozlišitelném středu. William Parsons, který ji pozoroval ještě větším dalekohledem, ji popsal jako mračno se zářivým středem.

## Vlastnosti
M96 je spirální galaxie vzdálená od Země 34,8 milionů světelných let. V této vzdálenosti může mít nejjasnější vnitřní oblast skutečný rozměr více než 65 000 světelných let a poměrně slabý prstenec obklopující tuto oblast může mít rozměr přes 100 000 světelných let. Tato vnější oblast je protkána spoustou velmi jasných modrých mladých hvězd, které jí dodávají výrazný modravý odstín. Tato oblast je místem probíhajících významných hvězdotvorných jevů, naopak vnitřní oblasti jsou tvořeny mnohem staršími hvězdami a převládá v nich žlutá barva. Hmotnost galaxie se odhaduje na 160 miliard hmotností Slunce. Při pozorování ze Země je galaxie odkloněna o 35° od přímého pohledu na ni. V roce 1998 byla v této galaxii pozorována supernova, která dostala označení SN 1998bu, byla typu Ia a dosáhla magnitudy 11,8.

## Skupina galaxií M 96
M96 je nejjasnějším členem Skupiny galaxií M 96, což je skupina galaxií v souhvězdí Lva, do které patří také sousední galaxie M95 a M105.

### Knihy
- O'MEARA, Stephen James. Deep Sky Companions: The Messier Objects. New York: Cambridge University Press, 1998. Dostupné online. ISBN 0-521-55332-6. (anglicky)

### Mapy hvězdné oblohy
- Toshimi Taki. Taki's 8.5 Magnitude Star Atlas [online]. 2005 [cit. 2018-03-14]. Dostupné v archivu pořízeném dne 2018-11-05. (anglicky) - Atlas hvězdné oblohy volně stažitelný ve formátu PDF.
- TIRION; RAPPAPORT; LOVI. Uranometria 2000.0 - Volume I - The Northern Hemisphere to -6°. Richmond, Virginia, USA: Willmann-Bell, inc., 1987. Dostupné online. ISBN 0-943396-14-X.
- TIRION; SINNOTT. Sky Atlas 2000.0. 2. vyd. Cambridge, USA: Cambridge University Press, 1998. ISBN 0-933346-90-5.
- TIRION. The Cambridge Star Atlas 2000.0. 3. vyd. Cambridge, USA: Cambridge University Press, 2001. Dostupné online. ISBN 0-521-80084-6.